# Uns e Outros
Uns e Outros é uma banda brasileira de rock alternativo formada em 1983 no Rio de Janeiro.
Em 2023, a banda possuía mais de 90 mil ouvintes mensais no Spotify e mais de 160 mil visualizações mensais no YouTube.

## Carreira
A banda tornou-se conhecida nacionalmente pelos singles "Carta aos Missionários" e "Dias Vermelhos", ambos lançados em 1989, do seu segundo álbum. 
Após um tempo longe do mainstream, a banda passou por mudanças e lançou o álbum Canções de Amor e Morte, em 2006, que obteve destaque de crítica, principalmente pelos singles "Um Dia de Cada Vez" e "Depois do Temporal". O álbum possui uma regravação de "Dia Branco", de Geraldo Azevedo.
Em 2015, a banda lança seu primeiro álbum ao vivo, Uns e Outros ao Vivo, gravado no dia 19 de novembro de 2010; do qual foi lançado "Perdendo Vida", com a participação de Bruno Gouveia, do Biquini Cavadão. O show foi originalmente gravado para ser um DVD, porém, foi cancelado devido a problemas técnicos em algumas imagens e foi lançado apenas em CD em 2015.
Em 2020, a banda relançou o single "Pros que Estão em Casa", do grupo Hojerizah, de 1987.
Em 2021, a banda foi uma das atrações do projeto itinerante Rock Brasil - 40 Anos. Nesse ano, em fevereiro, o guitarrista Nilo Nunes deixa a banda e o vocalista Marcelo Hayena passou a ser o único remanescente da formação original.
Em 2022, já com o novo guitarrista, a banda lança os singles "Balada da Redenção" (Marcelo Hayena, Bruno Gouveia e Darlan Castro) e "O Idiota" (Marcelo Hayena, Darlan Castro e Alek Honse) e seus respectivos clipes no Youtube.
Após um ano de muito trabalho e retomada dos shows pós-pandemia de Covid19, a banda inicia 2024 com o lançamento do single "A Verdade está voltando" (Marcelo Hayena e Darlan Castro) e do clipe dirigido por Rafael Ramos no canal oficial da banda no Youtube.
Em 21 de junho de 2024, a banda lança o single "Mais", regravação da canção de Alvin L., Dinho Ouro Preto e Kiko Zambianchi, gravada originalmente pelo Capital Inicial em 2002.

## Integrantes

### Formação atual
- Marcelo Hayena: vocal (1983 - presente)
- Gueu Torres: baixo (2007 - presente)
- Bruno Baiano: bateria (2018 - presente)
- Raul Dias: guitarra (2021 - presente)

### Ex-integrantes
- Jonathas Nunes: bateria (1983 - 1988)
- Egon Savino: bateria (1993 - 1995)
- Zarmo Mainieri: bateria (1996 - 2014)
- Ronaldo Pereira: bateria (1988 - 1993, 2014 - 2018)
- André Mainieri: guitarra (1996 - 2014)
- Nilo Nunes: guitarra (1983 - 2021)
- Cal Galvão: baixo (1983 - 1996)
- China: baixo (1996 - 2005)
- André Macca Agrizzi: baixo (2006 - 2007)

## Discografia

### Álbuns de estúdio
- (1987) Nós Normais
- (1988) Uns e Outros
- (1990) A Terceira Onda
- (2002) Tão Longe do Fim
- (2006) Canções de Amor e Morte

### Álbuns ao vivo
- (2015) Uns e Outros ao Vivo

### Singles
- Dois Gumes
- Carta aos Missionários
- Dias Vermelhos
- Máquina Mortífera
- Rua Augusta
- Lágrimas Entre Máscaras
- Notícias do Leste
- Canção em Volta do Fogo
- Anjo Negro
- Pra Nunca Mais Partir
- O Céu e o Inferno
- Depois do Temporal
- Dia Branco
- No Seu Lugar
- Tarde Demais
- Outro Coração
- Um Dia de Cada Vez
- Depois do Temporal
- Perdendo Vida (feat. Bruno Gouveia)
- Carta aos Missionários (2017)
- Pros Que Estão em Casa (2020)
- Dias Vermelhos (4 Babies) (2020)
- Antes que o relógio pare (4 Babies) (2020)
- Canção em volta do fogo (4 Babies) (2020)
- Balada da Redenção (2022)
- O Idiota (2022)
- A Verdade está voltando (2024)
- Mais (2024)